# Leighton (Alabama)
Pour les articles homonymes, voir Leighton.
Leighton est une ville du comté de Colbert, en Alabama, aux États-Unis, qui fait partie de la région métropolitaine (Metropolitan Statistical Area) Florence-Muscle Shoals, connue sous le nom The Shoals (en).
Au recensement de 2010, la population était de 729 habitants. La municipalité s'étend sur 0,98 milles carrés (2,54 km2).
Située à l'est de Muscle Shoals, la localité s'est développée grâce à la production du coton. Leighton a été touchée par plusieurs tornades dans les années 2000, dont celle du 8 mai 2008, une EF2, qui a endommagé de nombreux bâtiments et voitures.

## Personnalités nées à Leighton
- Lefty Bates (1920-2007), guitariste et chanteur de blues et de rhythm and blues américain
- Leon Douglas (1954-), ancien joueur de NBA
- Percy Sledge (1941-2015), chanteur de soul américain

## Démographie
| 1880 | 1900 | 1910 | 1920 | 1930 | 1940 | 1950  |
| ---- | ---- | ---- | ---- | ---- | ---- | ----- |
| 279  | 506  | 540  | 598  | 670  | 810  | 1 080 |

| 1960  | 1970  | 1980  | 1990 | 2000 | 2010 | - |
| ----- | ----- | ----- | ---- | ---- | ---- | - |
| 1 158 | 1 231 | 1 218 | 988  | 849  | 729  | - |